# Borowionka (stacja kolejowa)
Borowionka (ros. Боровёнка) – stacja kolejowa w miejscowości Borowionka, w rejonie okułowskim, w obwodzie nowogrodzkim, w Rosji. Położona jest na linii Petersburg – Moskwa.

## Historia
Stacja powstała w XIX w. na Kolei Mikołajewskiej, pomiędzy stacjami Torbino i Okułowka.